# Rosa primula
Espèce
Synonymes
- Rosa ecae subsp. primula (Boulenger) A.V.Roberts, 1977 (préféré par GRIN)[2]
- Rosa ecae Kanitz[1]
- Rosa primula Boulenger[2]
- Rosa sweginzowii F.N.Meijer[1]

Rosa primula est une espèce de plantes à fleurs de la famille des Rosaceae. C'est un rosier botanique, classé dans la section des Pimpinellifoliae, originaire du nord de la Chine et du Turkestan. Le premier rosier de cette espèce a été découvert près de Samarcande par le collectionneur américain F.N. Meyer.

## Description
C'est un buisson haut de 2 mètres, caractérisé par un feuillage très léger, constitué de feuilles à 9 à 15 petites folioles ovales longues de 0,6 à 2 cm, brillantes, qui, froissées, parfois simplement sous l'effet du vent, répandent une odeur d'encens.
Les fleurs simples, jaune clair, de 3 à 4 cm bien ouvertes, écloses dès la mi-mai, et parfois début mai, donnent des fruits ronds et rouges qui tombent rapidement. Il est caractérisé par ses piquants rouge vif. Les rameaux sont pourvus de grands piquants rouges.

## Culture et utilisation
Ce rosier est cultivé pour son feuillage léger et ses petites fleurs jaunes odorantes.

## Synonyme
- Rosa ecae subsp. primula (Boulenger) A.V.Roberts, 1977 (préféré par GRIN)[2]
- Rosa ecae Kanitz[1]
- Rosa sweginzowii F.N.Meijer[1]
- Rosa xanthina auct. non Lindl.